# Toulon, Illinois
Toulon är administrativ huvudort i Stark County i Illinois. Orten har fått sitt namn efter Toulon i Frankrike. Vid 2010 års folkräkning hade Toulon 1 292 invånare.